# طابع وكالة CIA المقلوب
إن طابع وكالة المخابرات المركزية المقلوب هو طابع بريدي مقلوب بقيمة دولار واحد أصدرته هيئة البريد الأمريكية. وهو طابع واحد من سلسلة أمريكانا التي صدرت بين عامي 1975 و1981.
أُصدر طابع حامل شمعة المصباح الاستعماري بقيمة دولار واحد لأول مرة في 2 يوليو 1979، وصدر جزء واحد من 100 طابع باللون البني الداكن (آخر لون مطبوع، على الرغم من أنه يغطي معظم الطابع) مقلوباً. حامل شمعة المصباح ومخطط الشمعة والنص مقلوب بالنسبة للشعلة. كان عدد الطوابع حوالي 95 طابع. رقم فهرس سكوت للطابع هو 1610ج. كان هذا أول طابع بريد أمريكي يصدر مع عنصر تصميم رئيسي مطبوع بالمقلوب منذ خطأ طابع داغ همرشولد المقلوب عام 1962. ونظراً لأن طوابع وكالة المخابرات التي تبلغ قيمتها 1 دولار طُبعت في صحائف من 400 طابع، فمن المؤكد أن ثلاثة أجزاء إضافية من 100 طابع كانت موجودة في وقت واحد، ولكن لم تكتشف ولم يظهر لها على أي أثر لها.
عندما اكتُشف الجزء الوحيد المعروف من طابع وكالة المخابرات في ربيع عام 1986، كان قد عُرض للبيع في مكتب البريد في ماكلين بولاية فيرجينيا لبعض الوقت دون أن يلاحظ أحد الخطأ: في الواقع، بيع خمسة طوابع من أصل مائة طابع التي كانت تحتوي عليها صحيفة الطوابع من قبل موظفين غير ملاحظين للخطأ، ولم يعد الجزء الذي يحمل رقم اللوحة متصلاً. وقد بيعت اللوحة بهذا الشكل الناقص من قبل أحد موظفي وكالة الاستخبارات المركزية الأمريكية، الذي جاء لمكتب البريد لشراء طوابع للوكالة. لم يلاحظ المشتري في البداية أن الشعلات كانت مقلوبة بالنسبة لحامل الشمعة والحروف. ولم يكتشف الخطأ إلا بعد عدة أيام فقط، حيث اكتشفهُ أحد موظفي وكالة الاستخبارات المركزية الذي كان بحاجة إلى طابع بقيمة دولار واحد لإحدى رسائل الوكالة. وبمجرد أن شارك هذا الرجل معلوماته مع ثمانية من زملائه، قرر التسعة الحصول على الطوابع الخاطئة لأنفسهم. حيث اشتروا 95 طابعًا عاديًا بدلاً عنها بقيمة دولار واحد.
ثم بعد ذلك أخبروا تاجر طوابع في أنانديل بفيرجينيا عن اكتشافهم، واسمهُ آيك سنايدر، الذي بدورهِ أحالهم إلى أخصائي طوابع في نيوجيرسي، اسمهُ جاك سي شيف الأبن. وفي النهاية، أبرمت المجموعة صفقة مع جاك سي شيف لبيع الطوابع المقلوبة. لكن احتفظ كل واحد من الموظفين التسعة بطابع مقلوب واحد؛ ودفع شيف مبلغ 25,000 دولار أمريكي مقابل مجموعة من 85 طابعاً مقلوباً بالإضافة إلى طابع واحد كان قد تعرض للتلف.
في البداية، حمى جاك سي شيف أعضاء المجموعة من لجنة التدقيق، معلنًا أن الطوابع الأربعة عشر الباقية من الورقة والتي لم تباع لهُ قد استعملت جميعًا في رسائل وكالة الاستخبارات المركزية. ومع ذلك، بعد ظهور القصة الحقيقية في وسائل الإعلام (التي كشفت عنها صحيفة نيويورك تايمز وشبكة سي بي إس الإخبارية)، أصبح الطابع معروفًا باسم الطابع المقلوب لوكالة الاستخبارات المركزية، واضطرت الوكالة إلى إجراء تحقيقها الخاص. وفي نهاية المطاف، طالبت وكالة الاستخبارات المركزية الموظفين التسعة بإعادة الطوابع المقلوبة إلى الوكالة، مشيرة إلى أن أي شخص لا يمتثل لذلك ستنهى خدمته ويفصل من الوكالة. فأعاد على أثر ذلك أربعة منهم الطوابع واحتفظوا بوظائفهم، ورفض أربعة منهم إرجاعها وفصلوا من العمل، بينما ادعى الموظف التاسع أنه فقد طابعهُ وبقي موظفًا في وكالة الاستخبارات المركزية.
تدرج فهارس الطوابع سعره 15,000 دولار فقط، وهذا المبلغ هو عُشر سعر طابع جيني المقلوب الذي تبلغ قيمتهُ حوالي 150,000 دولار، على الرغم من وجود نفس العدد تقريباً لكلا الطابعين. وقد بيعت مجموعة من أربعة طوابع في عام 2004، بمبلغ 60,000 دولار، وبيعت مجموعة ثانية في عام 2015 بمبلغ 71,875 دولار. وقد بيعت نسخ منها على موقع eBay.

## وصلات خارجية
- I is for invert
- New York Times 1987 article